# MTV Sub
MTV Sub (bis 30. November 2022 Sub) ist ein privater finnischer Fernsehsender. Er wird seit 2005 von der schwedischen Mediengruppe Bonnier und Proventus betrieben, nachdem der finnische Medienkonzern Alma Media seine Sender MTV3, MTV3+, Urheilukanava und MTV Sub verkauft hat.
MTV Sub ist ein Tochtersender vom größten finnischen Fernsehsender MTV3 und konzentriert sich auf ein junges Publikum. Das Programm gestaltes sich vorwiegend aus eingekauften amerikanischen Shows und Serien. Außerdem zeigt der Sender auch eigenproduzierte Formate, unter anderem im Reality-TV-Bereich, so zum Beispiel eine finnische Version von Big Brother. Ältere deutsche Pornofilme wie der Schulmädchen-Report und Erotikformate wie Liebe Sünde sind ebenfalls im Programm vertreten.
Am 1. Dezember 2022 wurde Sub im Zuge eines Redesigns in MTV Sub umbenannt.

## Aktuelles Programm
Die folgende Liste enthält eine Auswahl an aktuellen Sendungen auf MTV Sub und ist nicht vollständig.
Eigenproduktionen:
- Baari (Die Bar)
- Big Brother
- Tilt.TV
- Madventures II
- Anoppi

Eingekaufte Serien:
- 24
- American Idol
- CSI: Miami
- Late Nite with Conan O’Brien
- Futurama
- Kevin Hill
- L-Koodi (The L Word)
- Amerikan Prinsessa (American Princess)
- Ylellistä Elämää (Gastineau Girls)
- Simpsonit (Die Simpsons)
- Simple Life 3
- Sturm der Liebe
- Suloisia syntejä (Liebe Sünde)
- Will Ja Grace (Will & Grace)
- Keen Eddie
- Veronica Mars

Anime-Serien:
- Dragonball Z
- Neon Genesis Evangelion
- Pokémon
- Sailor Moon

## Empfang
- Antenne (digital): Kanal 6
- Kabel (Elisa, Welho): Kanal 6